# Knud den Stores invasion af England
Knud den Stores invasion af England skete i efteråret 1016, hvor den danske kong Knud den Store invaderede England. Knuds far, Svend Tveskæg, havde erobret og hersket over England i en kort periode i 1013-1014.
Slaget ved Brentford blev udkæmpet i 1016 mellem den 9. maj (der er den omtrentlige dato, hvor Knud gik i land ved Greenwich og den 18. oktober (datoen for slaget ved Ashingdon) mellem englænderne, der blev ledet af Edmund Jernside og danerne, der blev ledet af Knud den Store. Det var en i en serie kampe, der blev udkæmpet mellem Edmund og Knud, hvilket endte med at resultere i, at det land som Edmunds far, Ethelred 2. den Rådvilde, havde haft, blev delt imellem de to. Edmund vandt slaget ved Brentford, men formåede i sidste ende ikke at forsvare det landområde, som han havde arvet efter sin far.
| Citat                 | "Da samlede han [Edmund] sine tropper den tredje gang, og de drog til London, alle nord for Themsen, og så ud igennem Clayhanger, og han befriede befolkningen, og drev fjenden til deres skibe. Det var inden for to nætter efter at kongen gik over ved Brentford; hvor han kæmpede mod fjenden, og sendte dem på flugt: men der var mange englændere, som druknede af deres egen skødesløshed; der var taget forud for hæren for at plyndre" | Citat |
| Angelsaksiske Krønike | |       |

Slaget ved Assandun (eller Essendune) blev udkmæpet mellem danernes og englændernes hære den 18. oktober 1016. Der er uenighed om Assandun muligvis er Ashdon nær Saffron Walden i det nordlige Essex eller om det Ashingdon nær Rochford i det sydøstlige Essex som man længe har troet. Det endte med sejr til danerne under ledelse af Knud den store, der triumferede over den engelsk hær ledet af Edmund Jernside. Slaget blev afslutningen på den danske erobring af England.
Slaget nævnes kort i Knýtlingesaga'en, som citerer et vers af Óttarr svarti, der var en af Knuds hofskjalde.
| Citat | Kong Knud kæmpede i det tredje slag, et stort ét, mod sønner af Æthelred på et sted kaldet Ashington, nord for danernes skove. Med Ottars ord: Ved Ashington virkede du vel i skjold-krig, krigerkonge; brun var ligenes kød serveret til blod-fuglen i slaget du vand sir, med dit sværd nok af et navn her, nord for danernes skove. | Citat |
|       | |       |

Under slaget blev Eädnoth den yngre, Biskop af Dorchester, dræbt af Knuds mænd, mens han var i gang med at messe for Edmunds mænd. Ifølge Liber Eliensis blev Eadnoths hånd først hugget af for en ring, og hans krop blev herefter hugget i stykker. Ealdormanden Ulfcytel Snillingr blev også dræbt under slaget.

## Efterspil
Efter sit nederlag blev Edmund tvunget til underskrive en traktat med Knud. I denne traktat anerkendte han at hele England, med undtagelse af Wessex, ville blive regeret af Knud, og at når en af de to konger døde, så ville den anden overtage hele landet, og at kongens søn herefter ville være arving til tronen.
Efter Edmunds død den 30. november byggede Knud en kirke, et kapel eller lignende hellig bygning på stedet, hvor han vandt slaget, for at mindes de soldater, der var døde i kamp. Nogle få år senere, i 1020, stod kirken færdig og den blev kendt som Ashingdon Minster, på toppen af bakken ved stedet for slaget ved Ashingdon. Kirken står der fortsat i dag. Knud deltog ved indvielsen af kirken sammen med sine biskopper og han udpegede sin personlige præst, Stigand, til at være præst her. Kirken er i dag tilegnet sankt Andres (Saint Andrew), men man mener, at den tidligere har været dedikeret til sankt Mikael, der blev betragtet som en militær skysthelgen. Mange kirker dedikeret til ham er placeret på en bakketop.

### Danske konger i England
Som følge af Knuds konsolidering af magten i England, ser vi en periode på lidt under 30 år, hvor der sidder danske konger på den engelske trone. Når man regner Knud den Stores far Svend Tveskæg med, giver det følgende række af danske konger i England:
- Svend Tveskæg (1013-1014)
- Knud den Store (1016-1035 (måske tillige kortvarigt i 1014))
- Hardeknud (1035-1037 & 1040-1042)
- Harald Harefod (1037-1040)

Med Harald Harefods og Hardeknuds død i 1040 og 1042 kommer den danske indflydelse i England dog hurtigt til en ende, og ikke førend i 1603 kom der igen en efterkommer af Svend Tveskæg på den engelske trone.